# Adolf Hohenstein
Adolf Hohenstein, (Sant Petersburg, 18 de març de 1854 - Bonn, 12 d'abril de 1928) fou un pintor, cartellista i litògraf rus.

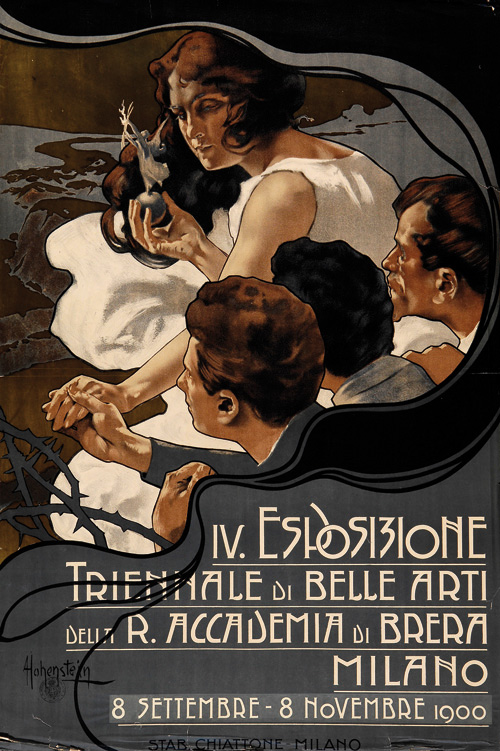
Cartell de la IV Esposizione Triennale di Belle Arti di Milano de 1900, dissenyat per Adolf Hohenstein

Elaborà el seu primer cartell l'any 1889, i el 1890 començà a treballar com a director artístic per a l'editorial milanesa Ricordi, que publicà bona part dels cartells més reeixits de l'època, especialment pel que fa als de temàtica musical. Tot i ser d'origen rus, Hohenstein es convertí en el cartellista més destacat d'Itàlia. L'any 1906 s'instal·là a Alemanya i abandonà la seva faceta de cartellista per dedicar-se exclusivament a la pintura. La seva influència és perceptible en la producció de l'artista català Joan Llaverias.